# Coupe continentale de combiné nordique 2025
Navigation
2024 2026
La Coupe continentale de combiné nordique 2025 est la dix-septième édition de la Coupe continentale, compétition de combiné nordique organisée annuellement depuis 1991. Il s'agit de la compétition internationale de second niveau derrière la Coupe du monde qui est également organisée par la fédération internationale de ski.
Elle se déroule du 13 décembre 2024 au 16 mars 2025 :
- en 8 épreuves féminines seulement, disputées lors de 3 étapes ;
- en 17 épreuves masculines disputées lors de 6 étapes.

## Organisation de la compétition

### Programme et sites de compétition
L'intégralité des courses de la Coupe continentale ont lieu en Europe.
Cette Coupe continentale débute pour les hommes sur le grand tremplin de Ruka, en Finlande, avec deux compétitions (14-15 décembre 2024). Ensuite, toujours sur grand tremplin, les hommes participent à des compétitions à Klingenthal (Allemagne, 10-12 janvier 2025). Ils sont rejoints, sur tremplin normal, à Eisenerz, en Autriche, le 17 janvier, par les femmes, qui commencent la compétition par un gundersen, avant un sprint mixte par équipes qui a lieu le lendemain. Un gundersen individuel conclut cette étape. À Schonach (Allemagne, 14-26 janvier), femmes et hommes participent également à trois compétitions, dont un individuel compact. Ensuite, les deux dernières épreuves féminines ont lieu à Lillehammer, les 31 janvier et 1er février, tandis que les hommes bénéficient d'une course supplémentaire sur ce site, le lendemain, sur grand tremplin.
Ensuite, la compétition fait une pause au cours de laquelle certains athlètes participeront aux Championnats du monde junior de combiné nordique (pl) à Lake Placid (13-16 février 2025).
Enfin, les athlètes masculins reprennent la compétition avec trois courses se déroulant à Lahti (Finlande), du 14 au 16 mars 2025.

### Format des épreuves
Le calendrier prévoit des épreuves individuelles sur grand tremplin et sur tremplin normal, deux mass-start, des épreuves au format individuel compact et des sprints par équipes.

#### Gundersen
Lors d'un Gundersen, les athlètes exécutent premièrement un saut sur un tremplin suivi d’une course de ski de fond de 5 km. À la suite du saut, des points sont attribués pour la longueur et le style. Le départ de la course de ski de fond s'effectue selon la méthode Gundersen (1 point = 4 secondes), le coureur occupant la première place du classement de saut s’élance en premier, et les autres s’élancent ensuite dans l’ordre fixé. Le premier skieur à franchir la ligne d’arrivée remporte l’épreuve.

#### Mass-start
Lors d'une mass-start, c'est l'inverse : les coureuses s'élancent en même temps sur le parcours de fond, et c'est leur classement à l'arrivée qui est converti en points ; à ces premiers viendront s'additionner ceux acquis lors de l'épreuve de saut, qui se déroule dans un deuxième temps. L'athlète ayant le plus de points gagne l'épreuve.

### Points

#### Épreuves individuelles
Les trente premiers athlètes à l'arrivée marquent des points suivants la répartition suivante :
| Place  | 1er | 2e | 3e | 4e | 5e | 6e | 7e | 8e | 9e | 10e | 11e | 12e | 13e | 14e | 15e | 16e | 17e | 18e | 19e | 20e | 21e | 22e | 23e | 24e | 25e | 26e | 27e | 28e | 29e | 30e | 31e | 32e | 33e | 34e | 35e | 36e | 37e | 38e | 39e | 40e |
| ------ | --- | -- | -- | -- | -- | -- | -- | -- | -- | --- | --- | --- | --- | --- | --- | --- | --- | --- | --- | --- | --- | --- | --- | --- | --- | --- | --- | --- | --- | --- | --- | --- | --- | --- | --- | --- | --- | --- | --- | --- |
| Points | 100 | 90 | 80 | 70 | 60 | 55 | 52 | 49 | 46 | 43  | 40  | 38  | 36  | 34  | 32  | 30  | 28  | 26  | 24  | 22  | 20  | 19  | 18  | 17  | 16  | 15  | 14  | 13  | 12  | 11  | 10  | 09  | 08  | 07  | 06  | 05  | 04  | 03  | 02  | 01  |

### Dotation financière

#### Par course
Les sommes suivantes sont versées aux athlètes après chaque course :
| Place   | 1er | 2e  | 3e  |
| ------- | --- | --- | --- |
| Montant | 400 | 250 | 150 |

#### Classement général final
| Place   | 1er | 2e  | 3e  | 4e  | 5e  | 6e  |
| ------- | --- | --- | --- | --- | --- | --- |
| Montant | 600 | 500 | 400 | 250 | 200 | 150 |

## Compétition

### Athlètes qualifiés
Le nombre de participants autorisés par nations est calculé après chaque période (la saison est divisé en quatre périodes) en fonction :
- du FIS World Ranking qui est un indicateur prenant notamment en compte le classement général de la compétition [2];
- du classement de la coupe continentale[2].

Chez les hommes, les fédérations ne peuvent engager plus de huit athlètes par course. La nation « à domicile » peut engager quatre athlètes supplémentaires. Chez les femmes, les fédérations peuvent engager cinq athlètes par course et la nation à domicile dispose de quatre places complémentaires.
Les fédérations peuvent engager les athlètes qu'elles souhaitent du moment qu'ils sont nés avant le 1er janvier 2009 et qu'ils disposent d'un code FIS.

### Déroulement de la compétition

#### Ruka
La compétition masculine débute à Ruka avec des températures très froides. Le concours de saut à ski de la première course est dominé par l'Autrichien Florian Kolb (de) grâce au plus long du jour à 140,5 m. Il devance de 11 s Simen Tiller qui a sauté à 139 m avec moins d'élan,. Richard Stenzel est troisième à 16 s grâce à un saut à 138 m. Christian Deuschl (de) est quatrième à 17 s et Andreas Ottesen est cinquième à 32 s. Lors de la course de ski de fond, Florian Kolb ne peut résister au retour d'un trio composé de Simen Tiller, de Richard Stenzel et d'Andreas Ottesen. Le trio se joue la victoire au sprint et c'est Simen Tiller qui l'emporte devant Richard Stenzel et Andreas Ottesen.
Le lendemain, Simen Tiller domine le concours de saut grâce à un saut à 131,5 m. Il devance de 8 s l'Autrichien Florian Kolb (de) qui a sauté à 130 m. Christian Deuschl (de) est troisième grâce à un saut à 125,5 m mais il est à 36 s du leader. Even Leinan Lund réalise le plus long saut du concours à 137 m dans de bonnes conditions de vents ce qui lui permet d'être quatrième à 52 s du leader,. Lors de la course de ski de fond, Simen Tiller fait la course en tête et il s'impose avec plus de quarante secondes d'avance sur Florian Kolb. Pour la troisième place, Jakob Lange réalise une belle remontée de la 14e place au podium. Christian Deuschl est quatrième, Simon Mach (de) cinquième et Even Leinan Lund sixième.

#### Klingenthal
À Klingenthal, trois compétitions masculines sont prévues. Le premier jour, une course compact est disputée. Le concours de saut est disputé avec un vent changeant et c'est Laurent Muhlethaler qui est en tête grâce à un saut 130,5 m. Il devance Andreas Skoglund qui a sauté à 131,5 m et Florian Kolb (de) qui a sauté à 131 m. Torje Seljeset (de) est quatrième et il devance le Chinois Zhao Zihe (pl) et Dmytro Mazurchuk (en). Lors de la course de ski de fond, Andreas Skoglund rattrape rapidement Laurent Muhlethaler puis il parvient à lâcher le français pour remporter la course en solitaire. Laurent Muhlethaler n'arrive pas non plus à résister au retour d'un groupe de poursuivants dans le dernier tour et il termine huitième. Ce groupe de poursuivants est notamment composé d'Aleksander Skoglund (no) parti en 29e position, de Jakob Lange parti en 15e position, de Kasper Moen Flatla (en), de Torje Seljeset, de Gaël Blondeau (de) et de Simon Mach (de). Dans le sprint final, Aleksander Skoglund prend la deuxième place devant Jakob Lange.
Le samedi, le concours de saut est annulé et le saut de réserve est utilisé. Lors de ce saut, douze athlètes avaient été disqualifiés et ils ne peuvent pas prendre le départ de la course de ski de fond. Parmi ces douze athlètes, il y a notamment les deux frères Skoglund ainsi que Nick Schönfeld ou encore Richard Stenzel,. Espen Bjørnstad est en tête grâce à un saut à 145,5 m. Il devance de 50 s Mattéo Baud qui a sauté à 141 m. Marco Heinis est troisième mais à près d'une minute et 30 s. Laurent Muhlethaler et Jakob Lange sont quelques secondes plus loin. Lors de la course de ski de fond, Espen Bjørnstad parvient à résister au retour de Mattéo Baud et il l'emporte devant le Français. Pour la troisième place, Laurent Muhlethaler et Jakob Lange reprennent rapidement Marco Heinis puis ils le lâchent. La troisième place se joue entre les deux hommes et Jakob Lange domine Laurent Muhlethaler. Kasper Moen Flatla (en) prend la cinquième place devant Andreas Ottesen et Marco Heinis.
La compétition du dimanche est annulée en raison d'un vent trop fort.

#### Eisenerz
Les femmes commencent les épreuves de coupe continentale à Eisenerz. Lors du concours de saut, l'Autrichienne Anna-Sophia Gredler réalise le plus long saut du concours à 100,5 m ce qui lui permet de mener. Elle devance la française Romane Baud qui a sauté à 99 m de 8 s et Sophia Maurus de 27 s. Lors de la course de ski de fond, Sophia Maurus remonte les concurrentes qui la précède et l'emporte avec près de 30 s d'avance sur Anna-Sophia Gredler. Elle devance de quelques secondes, la Slovène Tia Malovrh qui est remonté de la septième à la troisième place. Chez les hommes, Andreas Gfrerer domine le concours de saut avec un saut à 105,5 m. Il devance de 6 s son compatriote Christian Deuschl (de) qui a sauté à 102 m. Le Norvégien Kasper Moen Flatla (en) est troisième à 39 s grâce à un saut à 100 m. Lors de la course, Kasper Moen Flatla et Espen Andersen, parti en quatrième position, font la course ensemble et ils remontent les deux concurrents qui les précèdent. les deux Norvégiens se jouent la victoire en fin de course et c'est Kasper Moen Flatla qui l'emporte devant Espen Andersen. Il s'agit de sa première victoire à ce niveau. Pour la troisième, un autre Norvégien, Aleksander Skoglund (no), remonte de la 22e à la troisième place.
Le lendemain, des compétitions par équipes sont au programme. Chez les femmes, huit équipes représentant six pays sont au départ. L'équipe de France composée de Romane Baud et Marion Droz Vincent est en tête à l'issue du concours de saut. Elles sont en tête grâce à des sauts à 100,5 m pour Romane Baud et 97,5 m pour Marion Droz Vincent. La France dispose de 14 s sur l'équipe d'Allemagne I qui est composée de Sofia Eggensberger et de Sophia Maurus et de 15 s sur la Slovénie qui est composée de Masa Likozar Brankovic et de Tia Malovrh. Lors de la course de ski de fond, la Slovénie réalise le meilleur temps de ski et l'équipe l'emporte avec plus de 20 s d'avance. L'équipe d'Allemagne I parvient à conserver la deuxième place. Pour la troisième place, l'équipe Finlandaise partie en huitième position à deux minutes parvient à remonter jusqu'à la troisième place. L'équipe Allemagne II avec Maja Loh et Marie Nähring termine à la quatrième place devant la France. Chez les hommes, 27 équipes représentant treize nations sont au départ. L'équipe d'Autriche I est en tête à l'issue du saut grâce au saut de 105,5 m d'Andreas Gfrerer et de 99 m de Christian Deuschl. L'équipe de Norvège, composée de Kasper Moen Flatla (en) et d'Espen Andersen est à 18 s. L'équipe d'Allemagne I composée de Christian Frank et de Jonathan Graebert est troisième à 49 s. Lors de la course de ski de fond, l'équipe I de Norvège rattrape puis lâche l'équipe I Autrichienne et l'emporte avec 18 s d'avance. L'équipe de Norvège II composée d'Andreas Ottesen et d'Aleksander Skoglund (no), partie en huitième position, parvient à remonter jusqu'au podium. L'équipe de Norvége III composée de Per Einar Sjaeret Stromhaug et Marius Solvik prend la quatrième place devant l'équipe d'Allemagne I.
Le troisième jour, des compétitions individuelles sont au programme. La météo rend impossible les concours de saut masculin et féminin et les sauts de réserve sont utilisés. Chez les femmes, c'est Romane Baud qui avait dominé ce concours avec un saut de 99,5 m. Elle devance de 8 s l'Autrichienne Anna-Sophia Gredler qui a sauté à 94 m. La Slovène, Masa Likozar Brankovic, est troisième à 37 s grâce à un saut à 94 m. Lors de la course de ski de fond, Masa Likozar Brankovic remonte les concurrentes qui la précède et elle remporte sa première course de coupe continentale avec près de 7 s d'avance sur Anna-Sophia Gredler. Romane Baud parvient à conserver la troisième place. Au classement général, Anna-Sophia Gredler compte 28 points d'avance sur Sophia Maurus. Chez les hommes, Christian Deuschl (de) est en tête avec un saut à 102 m réalisé lors du saut de réserve
. Il devance de 6 s l'Autrichien Andreas Gfrerer qui a réalisé un saut à 104,5 m et Eidar Johan Stroem. Kasper Moen Flatla (en) est quatrième à 13 s. Jonathan Gräbert est cinquième et il devance Espen Andersen et Andreas Ottesen. Lors de la course de ski de fond, Kasper Moen Flatla rattrape puis lâche les concurrents qui le précède et il l'emporte. Ainsi, il remporte sa troisième course en trois jours. Derrière, Aleksander Skoglund (no), parti en 26e position à près d'une minute et trente secondes termine deuxième à quelques secondes du vainqueur. Andreas Ottesen, parti en 7e position, prend la troisième place à 25 s du vainqueur. Espen Andersen est quatrième et les Norvégiens terminent donc aux quatre premières places. Au classement général, Florian Kolb (de) n'a plus que 5 points d'avance sur Kasper Moen Flatla.

#### Schonach
Trois courses masculines et féminines sont au programme à Schonach,. Des mass-start sont disputées le premier jour. Chez les femmes, Marie Nähring (de) réalise le meilleur temps de ski de fond devant Trine Göpfert (de), Veronica Gianmoena, Laura Pletz ou encore Daniela Dejori. Lors du concours de saut à ski, Anne Häckel (de) remonte de nombreuses places grâce à un saut à 87,5 m. Trine Göpfert saute à 77 m mais dans des conditions plus compliquées et elle prend la tête grâce aux points de compensation. Anne Häckel est deuxième et Daniela Dejori est troisième. Sophia Maurus (de) est quatrième et elle devance Marie Nähring et Sofia Eggensberger. Chez les hommes, 
Aleksander Skoglund (no) domine la course de ski de fond avec 5 s d'avance sur son compatriote Espen Andersen et 8 s sur Jakob Lange. Tom Rochat est quatrième et il devance Kasper Moen Flatla (en) et Maël Tyrode. En raison du vent, le concours de saut est décalé au lendemain matin. Kasper Moen Flatla réalise le plus long du concours à 92,5 m ce qui lui permet de remonter jusqu'en deuxième position. En effet, Espen Andersen parvient à conserver quelques points d'avance pour l'emporter. Jakob Lange réalise 89 m ce qui lui permet de conserver la troisième place. Sebastian Østvold (no) est quatrième et il devance Aleksander Skoglund et Tom Rochat
.
Le lendemain, des courses compactes sont disputées. Chez les femmes, Trine Göpfert (de) domine le concours de saut avec un saut à 91,5 m devant Anne Häckel (de) qui a sauté un mètre moins loin. Karina Kozlova est troisième grâce au plus long saut du jour à 92 m mais elle ne dispute pas la course de ski de fond. Sophia Maurus (de) est quatrième et elle devance Nathalie Armbruster. Lors de la course de ski de fond, Nathalie Armbruster remonte les concurrentes qui la précède et elle l'emporte avec une trentaine de secondes d'avance. Trine Göpfert est deuxième et Marie Nähring (de) remonte de la 14e à la troisième place. Il s'agit donc d'un triplé allemand. Daniela Dejori et Veronica Gianmoena sont quatrième et cinquième. Chez les hommes, Simen Tiller domine le concours de saut
devant Andreas Skoglund et Richard Stenzel. Le Japonais, Atsushi Narita, réalise le plus long saut du concours à 97,5 m ce qui lui permet d'être quatrième mais il ne prend part à la course de ski de fond. La course de ski de fond est dominée par les Norvégiens. La victoire se joue entre Andreas Skoglund et Simen Tiller qui font toute la course ensemble. Finalement, c'est Andreas Skoglund qui l'emporte avec quelques secondes d'avance. Aleksander Skoglund (no), parti en 23e position, parvient à remonter jusqu'au podium. Les athlètes Norvégiens finissent au sept premières places et Marius Solvik (de) le huitième Norvégien au départ avait terminé huitième avant d'être disqualifié pour un faux départ. 
Enfin, les deux derniers concours de saut sont annulées. Ainsi, les sauts de réserve sont utilisés chez les hommes comme les femmes. Chez les femmes, Nathalie Armbruster est en tête avec un saut à 85,5 m et elle devance Anne Häckel (de) qui a réalisé le plus long saut du concours à 88 m. Cependant, les deux Allemandes font le choix de ne pas disputer la course de ski de fond. Par conséquent, c'est Karina Kozlova qui part en tête lors de la course de ski de fond. Elle devance Joanna Kil (pl) et Sophia Maurus (de)
. Lors de la course de ski de fond, Joanna Kil mène rapidement la course et elle l'emporte devant Daniela Dejori et Veronica Gianmoena. Sophia Maurus prend la quatrième place ce qui lui permet de conforter sa première place au classement général de la compétition. Chez les hommes, c'est le Japonais, Atsushi Narita, qui est en tête grâce au saut de réserve. Il devance de 4 s Simen Tiller et de 10 s Espen Bjørnstad. Milosz Krzempek est quatrième et il devance Espen Andersen, Sebastian Østvold (no) ou encore Oleksandr Shumbarets. Lors de la course de ski de fond, Andreas Skoglund, parti onzième, remonte jusqu'à la victoire. Il devance Simen Tiller et Espen Andersen. Aleksander Skoglund (no) réalise le meilleur temps de ski ce qui lui permet de remonter de la 17e à la quatrième place. Jakob Lange est cinquième devant Kasper Moen Flatla (en).

#### Lillehammer
Les deux dernières courses féminines et trois courses masculines sont au programme à Lillehammer. Chez les femmes, Sophia Maurus (de) domine le concours de saut grâce à un saut à 92 m. Elle devance la Française Anaëlle Paris et Ingrid Graesli qui est à 28 s. Sophia Maurus fait la course en solitaire et elle l'emporte avec quelques secondes d'avance sur deux italiennes : Veronica Gianmoena et Daniela Dejori,. Chez les hommes, Richard Stenzel domine le concours de saut avec un saut à 97,5 m ce qui lui permet de disposer de 8 s d'avance sur Christian Deuschl (de) et 10 s sur Sebastian Østvold (de). Jakob Lange est quinzième à près d'une minute et 30 s. Lors de la course de ski de fond, Jakob Lange remonte et il l'emporte devant Richard Stenzel et Jonathan Gräbert (de). Il s'agit donc d'un triplé allemand.
Le lendemain, Sophia Maurus (de) domine à nouveau le concours de saut avec un saut à 90 m. Veronica Gianmoena est à 20 s grâce au plus long saut du concours à 90,5 m. Ingrid Graesli est troisième à 28 s. Veronica Gianmoena domine la course de ski de fond et elle l'emporte devant Sophia Maurus, Marie Naehring (de), Daniela Dejori et Anna Kerko. Grâce à cette deuxième place, Sophia Maurus remporte le classement général de la compétition devant Marie Nähring et Daniela Dejori. Chez les hommes, Espen Bjørnstad réalise le plus long saut du concours à 104 m ce qui lui permet d'être en tête. Il devance Sebastian Østvold (de) de 10 s et Eemeli Kurttila de 32 s. Jakob Lange est 21e à une minute et 40 s. Malgré ce retard, l'Allemand parvient à remonter et à l'emporter. Il devance Christian Frank (de) qui était parti en 12e position et Jonathan Gräbert (de). Il s'agit donc d'un second triplé allemand.
Enfin, le troisième jour, il y a une course masculine sur le grand tremplin. Espen Bjørnstad réalise le plus long saut du concours à 139,5 m ce qui lui permet d'être en tête. Il devance de 54 s Jonathan Gräbert (de) qui a sauté à 136 m et Simon Mach (de) de plus d'une minute. Jakob Lange est à près de deux minutes. Cependant, malgré cet écart important, il parvient à revenir sur la tête avec Aleksander Skoglund (no) et Simon Mach. Au sprint, Jakob Lange l'emporte devant Aleksander Skoglund et Simon Mach. Il s'agit de sa troisième victoire en trois courses et il prend la tête du classement général de la compétition.

### Bilan de la saison
Sophia Maurus (de), remporte le classement général chez les femmes puis elle décide d'arrêter sa carrière.

## Classement général

### Individuel
| Rang | Nom                      | Points |
| ---- | ------------------------ | ------ |
| 01   | Sophia Maurus (de)       | 537    |
| 02   | Marie Naehring (de)      | 414    |
| 03   | Daniela Dejori           | 390    |
| 04   | Veronica Gianmoena       | 376    |
| 05   | Anaëlle Paris            | 274    |
| 06   | Laura Pletz (de)         | 273    |
| 07   | Silva Verbič (de)        | 242    |
| 08   | Clara Mentil (de)        | 232    |
| 09   | Lilly Grossmann          | 220    |
| 10   | Sofia Eggensberger       | 206    |
| 11   | Anna Kerko (de)          | 195    |
| 12   | Julia Schmidt            | 194    |
| 13   | Trine Göpfert (de)       | 190    |
| 14   | Anna-Sophia Gredler (de) | 180    |
| 15   | Joanna Kil (de)          | 152    |
| 16   | Petra Torvinen (de)      | 149    |
| 17   | Karina Koslowa           | 148    |
| 18   | Maja Loh                 | 144    |
| 19   | Romane Baud (de)         | 129    |

| Rang | Nom                        | Points |
| ---- | -------------------------- | ------ |
| 01   | Jakob Lange                | 936    |
| 02   | Andreas Ottesen            | 631    |
| 03   | Florian Kolb (de)          | 604    |
| 04   | Christian Deuschl (de)     | 604    |
| 05   | Simon Mach (de)            | 569    |
| 06   | Aleksander Skoglund (de)   | 560    |
| 07   | Kasper Moen Flatla (en)    | 545    |
| 08   | Christian Frank (de)       | 544    |
| 09   | Espen Andersen             | 460    |
| 10   | Jonathan Gräbert (de)      | 452    |
| 11   | Marius Solvik (de)         | 394    |
| 12   | Maël Tyrode (de)           | 384    |
| 13   | Simen Tiller               | 380    |
| 14   | Jan Andersen               | 371    |
| 15   | Richard Stenzel (de)       | 353    |
| 16   | Tom Rochat                 | 325    |
| 17   | Andreas Skoglund           | 300    |
| 18   | Torje Seljeset (de)        | 292    |
| 19   | Per Skjæret Strømhaug (de) | 289    |

### Coupe des Nations
Le classement de la Coupe des nations est établi à partir d'un calcul qui fait la somme de tous les résultats obtenus par les athlètes d'un pays dans les épreuves individuelles.
| Rang | Nation     | Points |
| ---- | ---------- | ------ |
| 01.  | Allemagne  | 2 201  |
| 02.  | Autriche   | 1 169  |
| 03.  | Italie     | 0844   |
| 04.  | Slovénie   | 0622   |
| 05.  | France     | 0618   |
| 06.  | Finlande   | 0494   |
| 07.  | États-Unis | 0253   |
| 08.  | Norvège    | 0170   |

| Rang | Nation     | Points |
| ---- | ---------- | ------ |
| 01.  | Norvège    | 5 624  |
| 02.  | Allemagne  | 4 372  |
| 03.  | Autriche   | 2 887  |
| 04.  | France     | 1 621  |
| 05.  | Japon      | 0665   |
| 06.  | États-Unis | 0546   |
| 07.  | Italie     | 0467   |
| 08.  | Finlande   | 0466   |

## Résultats

### Compétition féminine
| Étape | Date            | Épreuve                            | Vainqueur                                      | Deuxième                                      | Troisième                             | Leader du classement |
| ----- | --------------- | ---------------------------------- | ---------------------------------------------- | --------------------------------------------- | ------------------------------------- | -------------------- |
| 1     | 17 janvier 2025 | Gundersen individuel HS 109 / 5 km | Sophia Maurus (de)                             | Anna-Sophia Gredler                           | Tia Malovrh                           | Sophia Maurus        |
| 2     | 18 janvier 2025 | Team-Sprint HS 109 / 2 x 2,5 km    | Slovénie- Tia Malovrh - Masa Likozar Brankovic | Allemagne- Sophia Maurus - Sofia Eggensberger | Finlande- Petra Torvinen - Anna Kerko |                      |
| 3     | 19 janvier 2025 | Gundersen individuel HS 109 / 5 km | Masa Likozar Brankovic                         | Anna-Sophia Gredler                           | Romane Baud                           | Anna-Sophia Gredler  |

| Étape | Date            | Épreuve                            | Vainqueur           | Deuxième           | Troisième           | Leader du classement |
| ----- | --------------- | ---------------------------------- | ------------------- | ------------------ | ------------------- | -------------------- |
| 4     | 24 janvier 2025 | Mass start HS 100 / 5 km           | Trine Göpfert (de)  | Anne Häckel (de)   | Daniela Dejori      | Sophia Maurus        |
| 5     | 25 janvier 2025 | Compact individuel HS 100 / 5 km   | Nathalie Armbruster | Trine Göpfert (de) | Marie Naehring (de) | Sophia Maurus        |
| 6     | 26 janvier 2025 | Gundersen individuel HS 100 / 5 km | Joanna Kil (pl)     | Daniela Dejori     | Veronica Gianmoena  | Sophia Maurus        |

| Étape | Date             | Épreuve                           | Vainqueur          | Deuxième           | Troisième           | Leader du classement |
| ----- | ---------------- | --------------------------------- | ------------------ | ------------------ | ------------------- | -------------------- |
| 7     | 31 janvier 2025  | Gundersen individuel HS 98 / 5 km | Sophia Maurus      | Veronica Gianmoena | Daniela Dejori      | Sophia Maurus        |
| 8     | 1er février 2025 | Gundersen individuel HS 98 / 5 km | Veronica Gianmoena | Sophia Maurus      | Marie Naehring (de) | Sophia Maurus        |

### Compétition masculine
| Étape | Date             | Épreuve                             | Vainqueur    | Deuxième          | Troisième       | Leader du classement |
| ----- | ---------------- | ----------------------------------- | ------------ | ----------------- | --------------- | -------------------- |
| 1     | 14 décembre 2024 | Gundersen individuel HS 142 / 10 km | Simen Tiller | Richard Stenzel   | Andreas Ottesen | Simen Tiller         |
| 2     | 15 décembre 2024 | Gundersen individuel HS 142 / 10 km | Simen Tiller | Florian Kolb (de) | Jakob Lange     | Simen Tiller         |

| Étape | Date            | Épreuve                             | Vainqueur           | Deuxième                 | Troisième           | Leader du classement |
| ----- | --------------- | ----------------------------------- | ------------------- | ------------------------ | ------------------- | -------------------- |
| 3     | 10 janvier 2025 | Compact individuel HS 140 / 7,5 km  | Andreas Skoglund    | Aleksander Skoglund (no) | Jakob Lange         | Jakob Lange          |
| 4     | 11 janvier 2025 | Gundersen individuel HS 140 / 10 km | Espen Bjørnstad     | Mattéo Baud              | Jakob Lange         | Jakob Lange          |
| 5     | 12 janvier 2025 | Gundersen individuel HS 140 / 10 km | Compétition annulée | Compétition annulée      | Compétition annulée | Compétition annulée  |

| Étape | Date            | Épreuve                              | Vainqueur                                         | Deuxième                                           | Troisième                                           | Leader du classement |
| ----- | --------------- | ------------------------------------ | ------------------------------------------------- | -------------------------------------------------- | --------------------------------------------------- | -------------------- |
| 6     | 17 janvier 2025 | Gundersen individuel HS 109 / 10 km  | Kasper Moen Flatla (en)                           | Espen Andersen                                     | Aleksander Skoglund (de)                            | Jakob Lange          |
| 7     | 18 janvier 2025 | Sprint par équipes HS 109 / 2 x 5 km | Norvège- Kasper Moen Flatla (en) - Espen Andersen | Autriche- Andreas Gfrerer - Christian Deuschl (de) | Norvège- Andreas Ottesen - Aleksander Skoglund (de) |                      |
| 8     | 19 janvier 2025 | Gundersen individuel HS 140 / 10 km  | Kasper Moen Flatla (en)                           | Aleksander Skoglund (de)                           | Andreas Ottesen                                     | Florian Kolb (de)    |

| Étape | Date            | Épreuve                             | Vainqueur        | Deuxième                | Troisième                | Leader du classement    |
| ----- | --------------- | ----------------------------------- | ---------------- | ----------------------- | ------------------------ | ----------------------- |
| 9     | 24 janvier 2025 | Mass start HS 100 / 10 km           | Espen Andersen   | Kasper Moen Flatla (en) | Jakob Lange              | Kasper Moen Flatla (en) |
| 10    | 25 janvier 2025 | Compact individuel HS 100 / 7,5 km  | Andreas Skoglund | Simen Tiller            | Aleksander Skoglund (de) | Kasper Moen Flatla (en) |
| 11    | 26 janvier 2025 | Gundersen individuel HS 100 / 10 km | Andreas Skoglund | Simen Tiller            | Espen Andersen           | Kasper Moen Flatla (en) |

| Étape | Date             | Épreuve                             | Vainqueur   | Deuxième                 | Troisième        | Leader du classement |
| ----- | ---------------- | ----------------------------------- | ----------- | ------------------------ | ---------------- | -------------------- |
| 12    | 31 janvier 2025  | Gundersen individuel HS 98 / 10 km  | Jakob Lange | Richard Stenzel          | Jonathan Gräbert | Jakob Lange          |
| 13    | 1er février 2025 | Gundersen individuel HS 98 / 10 km  | Jakob Lange | Christian Franck         | Jonathan Gräbert | Jakob Lange          |
| 14    | 2 février 2025   | Gundersen individuel HS 138 / 10 km | Jakob Lange | Aleksander Skoglund (de) | Simon Mach (de)  | Jakob Lange          |

| Étape | Date         | Épreuve                                | Vainqueur                                | Deuxième                                             | Troisième                                                      | Leader du classement |
| ----- | ------------ | -------------------------------------- | ---------------------------------------- | ---------------------------------------------------- | -------------------------------------------------------------- | -------------------- |
| 15    | 14 mars 2025 | Compact individuel HS 130 / 7,5 km     | Jakob Lange                              | Simon Mach (de)                                      | Tristan Sommerfeldt (de)                                       | Jakob Lange          |
| 16    | 15 mars 2025 | Sprint par équipes HS 130 / 2 x 7,5 km | Allemagne- Simon Mach (de) - Jakob Lange | Autriche- Florian Kolb (de) - Christian Deuschl (de) | Allemagne II- Jonathan Gräbert (de) - Tristan Sommerfeldt (de) |                      |
| 17    | 16 mars 2025 | Gundersen individuel HS 130 / 10 km    | Jens Dahlseide Kvamme (de)               | Simon Mach (de)                                      | Florian Kolb (de)                                              | Jakob Lange          |